# 大朗河
大朗河也称象图小河、大龙河，位于中华人民共和国云南省西北部地区的一条河流，是沘江左岸支流。上游位于大理白族自治州剑川县境内称象图河，发源于剑川县马登镇文坪村白菜坪以北雪邦山脉天台寺山西南麓，蜿蜒向南流，经象图乡政府驻地后转西南流，至象图乡沽泥盆村泊石登（白石登）东南，右纳南场河后成为剑川县与云龙县之间的界河，至云龙县长新乡永香村马渡登以南左纳箐干坪河后进入云龙县境内，最后于永香村下岩关西南汇入沘江。河长35.4千米，流域面积419.4平方千米，落差1290米，河道平均比降19.7‰。